# Thẩm phán ác ma
Thẩm phán ác ma (tiếng Hàn: 악마판사; Hanja: 惡魔判事; Romaja: Akmapansa, nghĩa đen: Người phán xử ác quỷ) là một bộ phim truyền hình Hàn Quốc năm 2021 với sự tham gia của các diễn viên Ji Sung, Kim Min-jung, Park Jin-young và Park Gyu-young. Phim gồm 16 tập được phát sóng từ ngày 3 tháng 7 đến ngày 22 tháng 8 năm 2021 vào lúc 21:00 (KST) thứ bảy và chủ nhật hàng tuần trên tvN.

## Tóm tắt nội dung
Thẩm phán ác ma lấy bối cảnh một phản địa đàng phiên bản Hàn Quốc, nơi cả nước tham gia một phiên tòa xét xử thông qua một chương trình truyền hình trực tiếp tại phòng xử án.

## Diễn viên

### Nhân vật chính
- Ji Sung vai Kang Yo Han
  - Moon Woo-jin vai Kang Yo-han lúc nhỏ

Một thẩm phán có tính cách đáng sợ, anh ta không một chút nhượng bộ nào khi trừng phạt những kẻ bất lương. Do đó anh có biệt danh là "Thẩm Phán Tử Thần", anh ta được coi là một người hùng trong lòng dân chúng. Tuy nhiên, sau ánh hào quang đó anh vẫn che giấu danh tính và tham vọng thực sự của mình.
- Kim Min-jung vai Jung Sun Ah
  - Kim Ga-yoon vai Jung Sun Ah lúc nhỏ

Đối thủ lớn nhất của Kang Yo Han, người sinh ra trong một gia đình có thu nhập thấp nhưng hiện là giám đốc điều hành của Quỹ Phúc lợi Xã hội và nắm giữ đủ quyền lực để ảnh hưởng đến các nhà lãnh đạo của xã hội.
- Park Jin-young vai Kim Ga On / Kang Isaac
  - Seo Woo-jin vai Kang Isaac lúc nhỏ
  - Cha Yoo-jin vai Kang Isaac thanh niên
  - Park Jin-woo vai Kim Ga On lúc nhỏ (tập 14)

1. Kim Ga On: Thẩm phán phụ trong chương trình toà án trực tiếp, người tin vào công lý.
2. Kang Isaac: Anh trai đã mất cùng cha khác mẹ của Kang Yo Han

- Park Gyu-young vai Yoon Soo Hyun
  - Yoon Byul-ha vai Yoon Soo Hyun lúc nhỏ (tập 14)

Bạn thời thơ ấu của Kim Ga On, trung úy của Đội điều tra khu vực, một cảnh sát cố gắng vạch trần những bí mật của Kang Yo Han.

### Nhân vật phụ
- Kim Jae-kyung vai Oh Jin Joo, thẩm phán phụ trong chương trình toà án trực tiếp[7]
- Jeon Chae-eun vai Kang Elijah, con gái của Kang Isaac, cháu gái của Kang Yo Han[8]
  - Kim Su-ha vai Kang Elijah lúc nhỏ
- Yoon Ye-hee vai Ji Young Ok, bảo mẫu của Kang Yo Han
- Ahn Nae-sang vai Min Jung Ho, chánh án tòa án tối cao, giáo sư cũ của Kim Ga On[9]
- Jang Young-nam vai Cha Kyung Hee[10]

Bộ trưởng Bộ Tư Pháp, tham vọng trở thành Tổng thống Hàn Quốc
- Moon Dong-hyeok vai Lee Young Min, con trai duy nhất của Cha Kyung Hee và là Phó Chủ tịch của Joongwon FNB
- Nam Sung-jin vai Lee Jae Kyung, chồng của Cha Kyung-hee và là CEO của Joongwon FNB
- Lee Ki-taek vai K[11], trợ lý của Kang Yo Han
- Lee Hwa-ryong vai PD của chương trình toà án trực tiếp
- Seong Seung-heon vai dẫn chương trình tòa án trực tiếp
- Baek Hyun-jin vai Heo Joong Se, cựu diễn viên và là đương kim Tổng thống Hàn Quốc
- Jung Ae-youn trong vai Do Yeon Jung, Đệ nhất phu nhân Hàn Quốc, vợ của Heo Joong Se
- Lee Seo-hwan vai Park Du Man, Chủ tịch của Saram Media
- Yoon Da-kyung vai Pi Hyang Mi, vợ của Park Du Man[12]
- Jeong In-gyeom vai Seo Jeong Hak, Chủ tịch Quỹ Phúc lợi Xã hội
- Hong Seo-joon vai Min Yong Sik, Chủ tịch tập đoàn Minbo và là một trong những tỷ phú hàng đầu Hàn Quốc[13]
- Joo In-young vai Kim Sang Sook, vợ của Min Yong Sik
- Lee So-young vai Lee Jae Hee[14]
- Seo Sang-won vai Ji Yoon Sik, Chánh án
- Joo Suk-tae vai Kang Ji Sang, cha của Kang Isaac và Kang Yo Han
- Kwon Hae-sung vai công tố viên
- Lee So-geum vai cảnh sát cộng sự của Yoon Soo Hyun
- Kim Kyoung-il vai Thư kí của Cha Kyung Hee
- Park Hyung-soo vai luật sư Ko In Guk[15]
- Chun In-seo vai Han So Yoon

#### Vụ hỏa hoạn ở nhà thờ Verena
- Jung Chung-goo vai cựu lính cứu hỏa (tập 3-4)
- Ju Min-chan vai linh mục ở Nhà thờ Verena (tập 4)
- Lee Jae-woo vai quan chức (tập 4)
- Kim Kwang-sik vai thám tử Park (tập 4-5)
- Min Kyung-ok vai người phụ nữ cung cấp tin
- Cha Jae-hyeon vai Jung Joseph (tập 13, 15)

#### Phiên tòa xét xử Chủ tịch Ju Il Do
- Jung Jae-sung vai Ju Il Do, Chủ tịch của JU Chemicals (tập 1-2)
- Park Hyung-soo vai Ko In Guk, luật sư của Ju Il Do
- Shin Yun-seok vai em gái của nạn nhân Kim Soon Ja (tập 1)
- Kim Mi-ra vai người mẹ (tập 1, 14)
- Cha Gun-woo vai Jang Ki Young, còn được gọi là Tiến sĩ An toàn, một nhân viên tại một trong những nhà máy của JU Chemicals

#### Phiên tòa xét xử Lee Young Min
- Moon Dong-hyeok vai Lee Young Min
- Nam Sung-jin vai Lee Jae Kyung, cha của Lee Young Min
- Mun Yong-il vai bồi bàn (tập 2-3)
- Lim Yong-soon vai Giám đốc Yoon (tập 2, 4)
- Seo Min-sung vai nhân viên (tập 2, 4)
- Bae Eun-woo vai bạn gái của Lee Young Min (tập 3)
- Joo Boo-jin vai chủ nhà hàng (tập 3)
- Chun In-seo vai Han So Yoon
- Yoo Yong vai luật sư của Lee Young Min (tập 3-4)
- Shin Kang-kyun vai người nhặt rác cao tuổi (tập 3-4)
- Shin Hee-gook vai Lee Ji Hoon (tập 3-4)
- Ho-jin vai Kim Sung Hoon, đầu bếp nhà hàng (tập 3-4)
- Jung A-yeon vai nhân viên phục vụ bán thời gian (tập 3-4)
- Lee Sung-il vai Kang Cheol Ho, quản ngục (tập 4)
- Lee Seo-yul vai bác sĩ trại giam (tập 4)

#### Phiên tòa xét xử diễn viên Nam Seok Hoon
- Kang Seo-joon vai Nam Seok Hoon (tập 5)[16]
- Myung Jae-hwan vai luật sư của Nam Seok Hoon (tập 5)
- Jung Min-gyul vai diễn viên, nạn nhân của Nam Seok Hoon (tập 5)
- Park Ju-won vai nhân viên nhà hàng (tập 5)
- Bret Allan Lindquist vai người giới thiệu nhà tù ở Texas (tập 5)

#### Phiên tòa xét xử Juk Chang
- Lee Hae-woon vai Juk Chang, tên thật là Kim Choong Sik
- Han Sa-myung vai fan của Juk Chang (tập 10)
- Kim Hyun-tae vai fan của Juk Chang (tập 10)
- Yoon Tae-soo vai fan của Juk Chang (tập 10)
- Jung Young-keum vai Lee Myung Ja (tập 10)
- Choi Hwa-young vai Park Doo Sik (tập 10)
- Kang Suk-won vai nhân viên an ninh ở KU (tập 10)

#### Phiên tòa xét xử Juk Chang lần 2
- Lee Hae-woon vai Juk Chang
- Min Dae-sik vai bác sĩ Yoon Myung Jin (tập 14)
- Min Ku-kyung vai Yoon Chan Il, luật sư của Juk Chang (tập 14)
- Park Soo-jin vai người phụ nữ tham gia bình chọn trên ứng dụng (tập 14)

#### Các nhân vật khác
- Kim Sa-hoon vai phóng viên (tập 1)
- Jeon Min-hyub vai phóng viên (tập 1)
- Uhm Yoon-jung vai phóng viên (tập 1)
- Lee Yang-hee vai bác sĩ Yu Jong Baek (tập 1-2)
- Ki Eun-yoo vai cậu bé ngồi ghế sau xe (tập 2)
- Hong Jung-min vai Sae In, bạn học cùng lớp lúc nhỏ của Kang Yo Han (tập 2, 15)
- Kim Song-il vai linh mục, bạn học cùng lớp lúc nhỏ của Kang Yo Han (tập 2, 11)
- Kim Jin-ah vai cô giáo của Kang Yo Han lúc nhỏ (tập 2, 15)
- Lee Won-jin vai nhân viên quan sát CCTV của tòa án (tập 3)
- Yook Jin-soo vai Kim Man-ho (tập 3)
- Jung Young-Do vai phóng viên (tập 3)
- Jin-soo vai Kim Man Ho, một người làm đồ nội thất (tập 3)
- Myung Suk-geun vai Jung In Seok, thẩm phán tạm thời thay thế Kim Ga On tại chương trình tòa án trực tiếp (tập 3-4)
- Park Se-ryeon vai bồi bàn (tập 4)
- Yoon Jong-goo	vai bị cáo lạm dụng trẻ em (tập 5)
- Ki Hwan vai công tố viên (tập 5)
- Choi Yoon-woo vai cậu bé chơi cùng bạn (tập 5)
- Kim Moon-chan vai Jo Min Sung (tập 6)
- Yeo Woo-rin vai y tá (tập 6)
- Kim Jin-goo vai quản lí ở Quỹ Phúc lợi Xã hội (tập 7)
- Yoo Pil-ran vai nhân viên ở Quỹ Phúc lợi Xã hội (tập 7)
- Park Jin-soo vai nhân viên ở Quỹ Phúc lợi Xã hội (tập 7, 16)
- Yoo Eun-ah vai nhân viên ở Quỹ Phúc lợi Xã hội (tập 7)
- Park Ji-ho vai nhân viên ở Quỹ Phúc lợi Xã hội (tập 7)
- Lee Yu-jin vai nhân viên ở Quỹ Phúc lợi Xã hội (tập 7)
- Jung Eun-pyo vai Doh Young Choon thật
- Kim Jung-moon vai Doh Young Choon giả (tập 7-8)
- Ahn Chan-woong vai phóng viên (tập 7)
- Jeong Yoon-hee vai phóng viên (tập 7)
- Lee Dong-kyu vai phóng viên (tập 7)
- Lee Sun-young vai lễ tân ở tập đoàn Minbo (tập 7)
- Hwang Jung-yoon vai thư kí của chủ tịch tập đoàn Minbo (tập 7)
- Kim In-kwon vai người biểu tình tập đoàn Minbo (tập 7)
- Ma Jing-pil vai thư kí Báo chí Nhà Xanh (tập 7)
- Lee Taek-geun vai quản ngục (tập 7-8)
- Jung In-tae vai công tố viên (tập 8)
- Yoon Seo-jin vai Seo Jin (tập 9)
- Kim Min-che vai mẹ của Seo Jin (tập 9)
- Sim So-yeon vai nạn nhân của Doh Young Choon (tập 9)
- Kim Yong-jin vai thư kí Choi, thư kí của Tổng thống (tập 9, 12)
- Joo Ye-rin vai người phỏng vấn (tập 10)
- Suk Yoon-ho vai thự cắt tóc (tập 11)
- Jung Hyun-Woo vai phóng viên (tập 11)
- Park Ga-Young vai phóng viên (tập 11)
- Park Yong vai công tố viên (tập 11)
- Hwang Joo-ho vai Nam Si Woo (tập 11)
- Kim Sun-ik vai nhân viên bảo vệ tòa án (tập 12)
- Kim Moon-ho vai người đàn ông uống rượu (tập 12)
- Lim Ho-jun vai người đàn ông uống rượu (tập 12)
- Jin Si-won vai phóng viên (tập 12)
- Shin Ha-jun vai bác sĩ (tập 13)
- Im Yu-ran vai người phụ nữ hàng xóm (tập 13)
- Son Dong-hwa vai cảnh sát (tập 13)
- Yoo Young-bok vai cha của Yoon Soo Hyun (tập 14)
- Kim Joo-ah vai mẹ của Yoon Soo Hyun (tập 14)
- Lee Jin-seung vai phóng viên (tập 14)
- Lee Si-young vai người phụ nữ là fan của Kang Yo Han (tập 15)
- Jung Han-bin vai thư kí Kim, thư kí của Tổng thống (tập 15)
- Min Jung-sup vai thám tử (tập 16)
- Kim Dong-yong vai người giao hàng (tập 16)
- Kwon Hyuk-soo vai bác sĩ (tập 16)
- Kim Jung-soo vai Lee Jung Seok (tập 16)
- Seo Myung-chan vai thành viên ủy an (tập 16)
- Seo Young-sam vai thành viên ủy an (tập 16)
- Jo A-jin vai nhân viên pha chế
- Hwang Hee-jung vai Hwang Yi Jung
- Yum Hye-ran
- Park Young-gyu

## Quá trình sản xuất
Kịch bản được viết bởi biên kịch Moon Yoo-seok, cựu chánh án Tòa án Quận Trung tâm Seoul.
Vào ngày 9 tháng 6 năm 2020, có thông tin rằng Ji Sung được mời đóng vai chính Kang Yo Han.
Park Jin Young và Park Gyu Young xác nhận tham gia vào tháng 8 năm 2020.
Vào ngày 3 tháng 12 năm 2020, công ty quản lý của Kim Min Jung xác nhận cô đang đàm phán để đóng vai chính trong bộ phim.
Bốn vai chính của bộ phim đã được xác nhận vào ngày 3 tháng 2 năm 2021
Bộ phim đánh dấu lần hợp tác thứ hai của Ji Sung và Kim Min Jung sau 13 năm kể từ khi họ đóng vai chính trong bộ phim y khoa New Heart (2007–2008).
Đây là bộ phim tiền sản xuất trước khi phát sóng đầu tiên của Ji Sung.

## Nhạc phim

### Part 1
| Phát hành ngày 17 tháng 7 năm 2021 | Phát hành ngày 17 tháng 7 năm 2021 | Phát hành ngày 17 tháng 7 năm 2021 | Phát hành ngày 17 tháng 7 năm 2021 | Phát hành ngày 17 tháng 7 năm 2021 | Phát hành ngày 17 tháng 7 năm 2021 |
| STT                                | Nhan đề                            | Phổ lời                            | Phổ nhạc                           | Nghệ sĩ                            | Thời lượng                         |
| ---------------------------------- | ---------------------------------- | ---------------------------------- | ---------------------------------- | ---------------------------------- | ---------------------------------- |
| 1.                                 | "Tempest"                          | Lee Ki-yong                        | Lee Ki-yong                        | HuckleBerryfinn                    | 4:29                               |
| 2.                                 | "Tempest" (Inst.)                  |                                    | Lee Ki-yong                        |                                    | 4:29                               |
| Tổng thời lượng:                   | Tổng thời lượng:                   | Tổng thời lượng:                   | Tổng thời lượng:                   | Tổng thời lượng:                   | 8:59                               |

### Part 2
| Phát hành ngày 24 tháng 7 năm 2021 | Phát hành ngày 24 tháng 7 năm 2021 | Phát hành ngày 24 tháng 7 năm 2021   | Phát hành ngày 24 tháng 7 năm 2021               | Phát hành ngày 24 tháng 7 năm 2021 | Phát hành ngày 24 tháng 7 năm 2021 |
| STT                                | Nhan đề                            | Phổ lời                              | Phổ nhạc                                         | Nghệ sĩ                            | Thời lượng                         |
| ---------------------------------- | ---------------------------------- | ------------------------------------ | ------------------------------------------------ | ---------------------------------- | ---------------------------------- |
| 1.                                 | "Nightmare"                        | Song Yang-ha Kim Jae-hyun Lee Joo-ah | Song Yang-ha Kim Jae-hyun Lee Joo-ah Yuk Ga-yeon | Sondia                             | 3:10                               |
| 2.                                 | "Nightmare" (Inst.)                |                                      | Song Yang-ha Kim Jae-hyun Lee Joo-ah Yuk Ga-yeon |                                    | 3:10                               |
| Tổng thời lượng:                   | Tổng thời lượng:                   | Tổng thời lượng:                     | Tổng thời lượng:                                 | Tổng thời lượng:                   | 6:21                               |

### Part 3
| Phát hành ngày 31 tháng 7 năm 2021 | Phát hành ngày 31 tháng 7 năm 2021 | Phát hành ngày 31 tháng 7 năm 2021 | Phát hành ngày 31 tháng 7 năm 2021 | Phát hành ngày 31 tháng 7 năm 2021 | Phát hành ngày 31 tháng 7 năm 2021 |
| STT                                | Nhan đề                            | Phổ lời                            | Phổ nhạc                           | Nghệ sĩ                            | Thời lượng                         |
| ---------------------------------- | ---------------------------------- | ---------------------------------- | ---------------------------------- | ---------------------------------- | ---------------------------------- |
| 1.                                 | "What you gonna do"                | Zeenan OneTop                      | Zeenan OneTop                      | Zeenan                             | 3:09                               |
| 2.                                 | "What you gonna do" (Inst.)        |                                    | Zeenan OneTop                      |                                    | 3:09                               |
| Tổng thời lượng:                   | Tổng thời lượng:                   | Tổng thời lượng:                   | Tổng thời lượng:                   | Tổng thời lượng:                   | 6:19                               |

### Part 4
| Phát hành ngày 7 tháng 8 năm 2021 | Phát hành ngày 7 tháng 8 năm 2021           | Phát hành ngày 7 tháng 8 năm 2021 | Phát hành ngày 7 tháng 8 năm 2021 | Phát hành ngày 7 tháng 8 năm 2021 | Phát hành ngày 7 tháng 8 năm 2021 |
| STT                               | Nhan đề                                     | Phổ lời                           | Phổ nhạc                          | Nghệ sĩ                           | Thời lượng                        |
| --------------------------------- | ------------------------------------------- | --------------------------------- | --------------------------------- | --------------------------------- | --------------------------------- |
| 1.                                | "The Nights" (너를 떠올린 건 항상 밤이었다) | Lee Ki-yong                       | Lee Ki-yong                       | HuckleBerryfinn                   | 3:44                              |
| 2.                                | "The Nights" (Inst.)                        |                                   | Lee Ki-yong                       |                                   | 3:44                              |
| Tổng thời lượng:                  | Tổng thời lượng:                            | Tổng thời lượng:                  | Tổng thời lượng:                  | Tổng thời lượng:                  | 7:28                              |

## Lượng người xem
| Mùa | Mùa | Số tập | Số tập | Số tập | Số tập | Số tập | Số tập | Số tập | Số tập | Số tập | Số tập | Số tập | Số tập | Số tập | Số tập | Số tập | Số tập | Trung bình |
| Mùa | Mùa | 1      | 2      | 3      | 4      | 5      | 6      | 7      | 8      | 9      | 10     | 11     | 12     | 13     | 14     | 15     | 16     | Trung bình |
| --- | --- | ------ | ------ | ------ | ------ | ------ | ------ | ------ | ------ | ------ | ------ | ------ | ------ | ------ | ------ | ------ | ------ | ---------- |
|     | 1   | 1.382  | 1.232  | 1.300  | 1.519  | 1.481  | 1.452  | 1.325  | 1.224  | 1.108  | 1.300  | 1.600  | 1.508  | 1.540  | 1.547  | 1.812  | 1.994  | 1.458      |

| Tập | Ngày phát sóng           | Tên tập                                                                               | Tỷ lệ khán giả trung bình (AGB Nielsen) | Tỷ lệ khán giả trung bình (AGB Nielsen) |
| Tập | Ngày phát sóng           | Tên tập                                                                               | Toàn quốc (Hàn Quốc)                    | Seoul                                   |
| --- | ------------------------ | ------------------------------------------------------------------------------------- | --------------------------------------- | --------------------------------------- |
| 1 | Ngày 3 tháng 7 năm 2021  | Tạm dịch: Thẩm phán ngôi sao Star Judge (스타판사)                                    | 5.552% (1st)                            | 5.986% (1st)                            |
| 2 | Ngày 4 tháng 7 năm 2021  | Tạm dịch: Con mồi và Kẻ đi săn Prey and Hunter (사냥감과 사냥꾼)                      | 5.095% (1st)                            | 5.658% (1st)                            |
| 3 | Ngày 10 tháng 7 năm 2021 | Tạm dịch: Căn phòng bí mật The Secret Room (비밀의 방)                                | 5.534% (1st)                            | 5.797% (1st)                            |
| 4 | Ngày 11 tháng 7 năm 2021 | Tạm dịch: Thánh giá của Yo Han Yohan's Cross (요한의 십자가)                          | 6.294% (1st)                            | 6.551% (1st)                            |
| 5 | Ngày 17 tháng 7 năm 2021 | Tạm dịch: Đôi tay kéo Scissor Hands (가위손)                                          | 5.982% (1st)                            | 6.512% (1st)                            |
| 6 | Ngày 18 tháng 7 năm 2021 | Tạm dịch: Gót chân Achilles Achilles Heel (아킬레스건)                                | 6.015% (1st)                            | 6.148% (1st)                            |
| 7 | Ngày 24 tháng 7 năm 2021 | Tạm dịch: Những giấc mơ sẽ trở thành sự thật Dreams Shall Come True (꿈은 이루어진다) | 5.600% (1st)                            | 5.622% (1st)                            |
| 8 | Ngày 25 tháng 7 năm 2021 | Tạm dịch: Kháng cự Resistance (레지스탕스)                                            | 5.468% (1st)                            | 5.450% (1st)                            |
| 9 | Ngày 31 tháng 7 năm 2021 | Tạm dịch: Batman và Robin Batman and Robin (배트맨과 로빈)                            | 4.739% (1st)                            | 5.072% (1st)                            |
| 10 | Ngày 1 tháng 8 năm 2021  | Frankenstein (프랑켄슈타인)                                                           | 5.623% (1st)                            | 5.737% (1st)                            |
| 11 | Ngày 7 tháng 8 năm 2021  | Macbeth (맥베스)                                                                      | 6.321% (1st)                            | 6.164% (1st)                            |
| 12 | Ngày 8 tháng 8 năm 2021  | Tạm dịch: Tôi mong anh sẽ cô đơn I Hope You Are Lonely (네가 외로웠으면 좋겠어)       | 6.431% (1st)                            | 6.770% (1st)                            |
| 13 | Ngày 14 tháng 8 năm 2021 | Tạm dịch: Đấu trường sinh tử The Hunger Games (헝거게임)                              | 6.910% (1st)                            | 6.786% (1st)                            |
| 14 | Ngày 15 tháng 8 năm 2021 | Tạm dịch: Vua của loài ếch King of the Frogs (개구리들의 왕)                          | 6.944% (1st)                            | 6.564% (1st)                            |
| 15 | Ngày 21 tháng 8 năm 2021 | Medea (메데이아)                                                                      | 7.492% (1st)                            | 7.367% (1st)                            |
| 16 | Ngày 22 tháng 8 năm 2021 | Tạm dịch: Thẩm phán ác ma? The Devil Judge? (악마판사?)                               | 7.960% (1st)                            | 7.694% (1st)                            |
| Trung bình | Trung bình               | Trung bình                                                                            | 6.122%                                  | 6.242%                                  |
| - Trong bảng trên, các số màu xanh thể hiện xếp hạng thấp nhất và các số màu đỏ thể hiện xếp hạng cao nhất. - Bộ phim này được phát sóng trên một kênh truyền hình cáp / truyền hình trả tiền thường có lượng khán giả tương đối thấp hơn so với các đài truyền hình công cộng / truyền hình miễn phí (KBS, SBS, MBC và EBS). |                          |                                                                                       |                                         |                                         |